# Himuro Yoshiteru
 (août 2025).
Si vous disposez d'ouvrages ou d'articles de référence ou si vous connaissez des sites web de qualité traitant du thème abordé ici, merci de compléter l'article en donnant les références utiles à sa vérifiabilité et en les liant à la section « Notes et références ».
Himuro Yoshiteru (氷室 良晃, Himuro Yoshiteru) est un compositeur japonais de musique électronique apparentée au genre IDM (Intelligent dance music) ou electronica.

## Discographie

### LPs
- (1998) Nichiyobi - (Worm Interface)
- (2004) Clear Without Items (Couchblip!)
- (2005) Mild Fantasy Violence (Zod)
- (2007) Welcome Myself
- (2008) Here And There
- (2012) Our Turn, Anytime

### EP, singles et promos
- (1998) Nice Feedback E.P. - (Worm Interface)
- (1999) Himuro versus Koichi - Latest Gorgeous Energy - (Worm Interface)
- (2004) 3mcs From China
- (2005) Fuck_B_Hard

### Remixes
- Shadow Huntaz feat X.A. Cute - Head In Noose (Himuro Remix)
- Borngräber & Strüver - Midsummer (Himuro Remix)
- Lambent - Drive Back Re-revised (Himuro Remix)
- Symbolic Interaction - Seasalas (Himuro Remix)
- Mrs.Tanaka - Traffic Tune (Himuro Remix)
- Mrs.Tanaka - Lime Light (Himuro Remix)
- Mrs.Tanaka - Hush Bell (Himuro Remix)
- Vukeme - 80's Dream Parasol (Himuro Remix)
- Robokoneko - Eerie Ash (Himuro Remix)

### Apparition dans des compilations
- John Peel Day - Tribute To John Peel
- Alternative Frequencies 3 - Worm Interface
- Alt. Frequencies 4 - Worm Interface
- Electric Chicken Volume One - Worm Interface
- The Beautiful Beat - Zerinnerung

### Videos
- (2005) "Tenjin" (Chillin Remix) von Kyle Griblin
- (2008) "spen za nite wiz dis sit" von Takafumi Tsuchiya